# Public Works Administration
United States Public Works Administration, var et amerikansk New Deal agentur under den amerikanske centralregering ledet af den amerikanske indenrigsminister Harold L. Ickes, og oprettet ved National Industrial Recovery Act i juni 1933 under Depressionen i 1930'erne.
Den tillod brugen af $ 3,3 mia. på offentlige arbejder for at skaffe arbejde, stabilisere købekraften forbedre offentlig velfærd og bidrage til en genoplivning af den amerikanske industri. Da præsident Franklin D. Roosevelt drejede industrien i retning af krigsproduktion og opgav sin modstand mod underskud på statsfinanserne blev PWA ligegyldig og blev afskaffet i juni 1941.